# Лебедев, Даниил Петрович
Даниил Петрович Лебедев (1825—1888) — протоиерей русской православной церкви, ректор Смоленской духовной семинарии.

## Биография
Родился в 1825 году в семье дьячка села Павлович Севского уезда Орловской губернии. В 1835 году, под фамилией матери Княжеский (как и его старший брат Фёдор), был определён в Севское духовное училище. С 1843 года учился в Орловской духовной семинарии, по окончании которой в 1849 году, как лучший воспитанник, под фамилией Лебедев был направлен учиться на казённый счёт в Киевскую духовную академию. 
В 1853 году по первому разряду окончил академию и с 31 октября был назначен преподавателем в Смоленские духовную семинарию и духовное училище. В 1855 году: 18 января был назначен наставником миссионерского отделения семинарии, 23 мая получил степень магистра богословия. В 1856—1860 годах был также помощником инспектора семинарии. Во священника Успенского кафедрального собора был рукоположён 5 марта 1860 года; 19 октября 1861 года назначен настоятелем Нижне-Никольской церкви Смоленска.
С 8 ноября 1864 года по 27 марта 1869 года был цензором «Смоленских епархиальных ведомостей». В 1865—1867 годах состоял членом Смоленской уездного земского собрания и членом губернского училищного совета. С 1867 по 1874 год он неоднократно исполнял должность ректора семинарии и профессора богословских наук. С 7 октября 1868 года был инспектором семинарии, а 3 августа 1877 года с возведением в сан протоиерея был назначен ректором и руководил семинарией до увольнения (по прошению) 17 сентября 1884 года. До юля 1888 года состоял настоятелем Петропавловской заградской церкви.
Умер от рака печени 20 сентября (2 октября) 1888 года. Похоронен на смоленском Георгиевском кладбище.
Кроме церковных наград (набедренник с 1860, скуфья с 1863, камилавка с 1866, наперсный крест с 1871) имел светские: ордена Св. Анны 3-й (04.04.1876) и 2-й (20.04.1880) степеней.